# ATP新生代總決賽
ATP新生代總決賽（英語：Next Generation ATP Finals），為一年一度年终青年男子網球賽事，面向本赛季最优秀的20岁及以下的最佳球员（2024年以前为21岁以下）。五届比赛在意大利米兰举行，2023年移师沙特阿拉伯吉达。

## 歷史
在申辦過程中，职业网球联合会（ATP）宣布，義大利網球協會將和意大利國家奧林匹克委員會合作，為ATP世界巡迴賽賽季頂尖21歲以下球員舉辦新的ATP賽事。首屆賽事將於義大利米蘭米蘭新國際展覽中心舉行。
2023年8月24日，ATP宣布沙特阿拉伯吉达将在2023-2027年举办ATP新生代总决赛，成为第一个在沙特阿拉伯举行的官方职业网球赛事。
2024年，ATP新生代品牌进行了扩展改革，除了总决赛以外还纳入了Next Gen Top 350和Next Gen加速计划，即在ATP排名前350位的20岁及以下球员可以获得参加最多8站ATP100和ATP125级别挑战赛的机会；而排名前250位20岁及以下球员除了可参加上述赛事外还可以有条件获得参加一次ATP250巡回赛正赛和2次资格赛的机会（如果当周有2-3站以上的ATP巡回赛赛事的情况下）。

## 形式及资格
比赛为男子单打，本赛季最优秀的7名20岁及以下球员（2024年以前为21岁以下），即ATP竞赛积分排名前7名的选手将获得参赛资格，外加一张外卡，即资格赛的获胜者。比赛为期五天，比赛阶段包括分成两组的循环赛，然后是半决赛和决赛。

## 規則更改
比賽將會引入一些規則變化:

| - 五盤三勝制 - 首次採用一盤4局制 - 局數3比3時進行搶七 - 無佔先制（receiver's choice） - 發球觸網，球進入發球有效區，比賽繼續進行不須重發（No lets） - 球員使用的毛巾將放置在球場後方的毛巾架上自己拿取，而不再由球童負責（2018年新規則） | - 從第二位球員上場後四分鐘開始比賽（2018年新規則） - 擊球時鐘，以確保25秒規則 - 每場比賽每位球員最多一次醫療暫停 - 允許教練在每盤結束後與球員談話 - 予許觀眾在比賽期間走動（底線區域除外） |

## 历届决赛
| 地点 | 年份              | 冠军                       | 亚军                               | 比分                         |
| ---- | ----------------- | -------------------------- | ---------------------------------- | ---------------------------- |
| 米兰 | 2017              | 鄭泫                       | 安德烈·魯布列夫                    | 3–4(5–7), 4–3(7–2), 4–2, 4–2 |
| 米兰 | 2018              | 斯特凡诺斯·齐齐帕斯        | 阿莱克斯·德米瑙尔                  | 2–4, 4–1, 4–3(7–3), 4–3(7–3) |
| 米兰 | 2019              | 詹尼克·辛纳                | 阿莱克斯·德米瑙尔                  | 4–2, 4–1, 4–2                |
| 米兰 | 2020              | 由于COVID-19大流行，未举办 | 由于COVID-19大流行，未举办         | 由于COVID-19大流行，未举办   |
| 米兰 | 2021              | 卡洛斯·阿尔卡拉斯          | 塞巴斯蒂安·科爾達                  | 4–3(7–5), 4–2, 4–2           |
| 米兰 | 2022              | 布兰登·中岛                | 伊日·莱赫奇卡                      | 4–3(7–5), 4–3(8–6), 4–2      |
| 吉达 |                   |                            |                                    |                              |
| 2023 | 哈马德·梅杰多维奇 | 阿蒂尔·菲斯                | 3–4(6–8), 4–1, 4–2, 3–4(9-11), 4–1 |                              |
| 2024 | 若昂·丰塞卡       | 勒纳·田                    | 2–4, 4–3(10–8), 4–0, 4–2           |                              |